# 海陽道

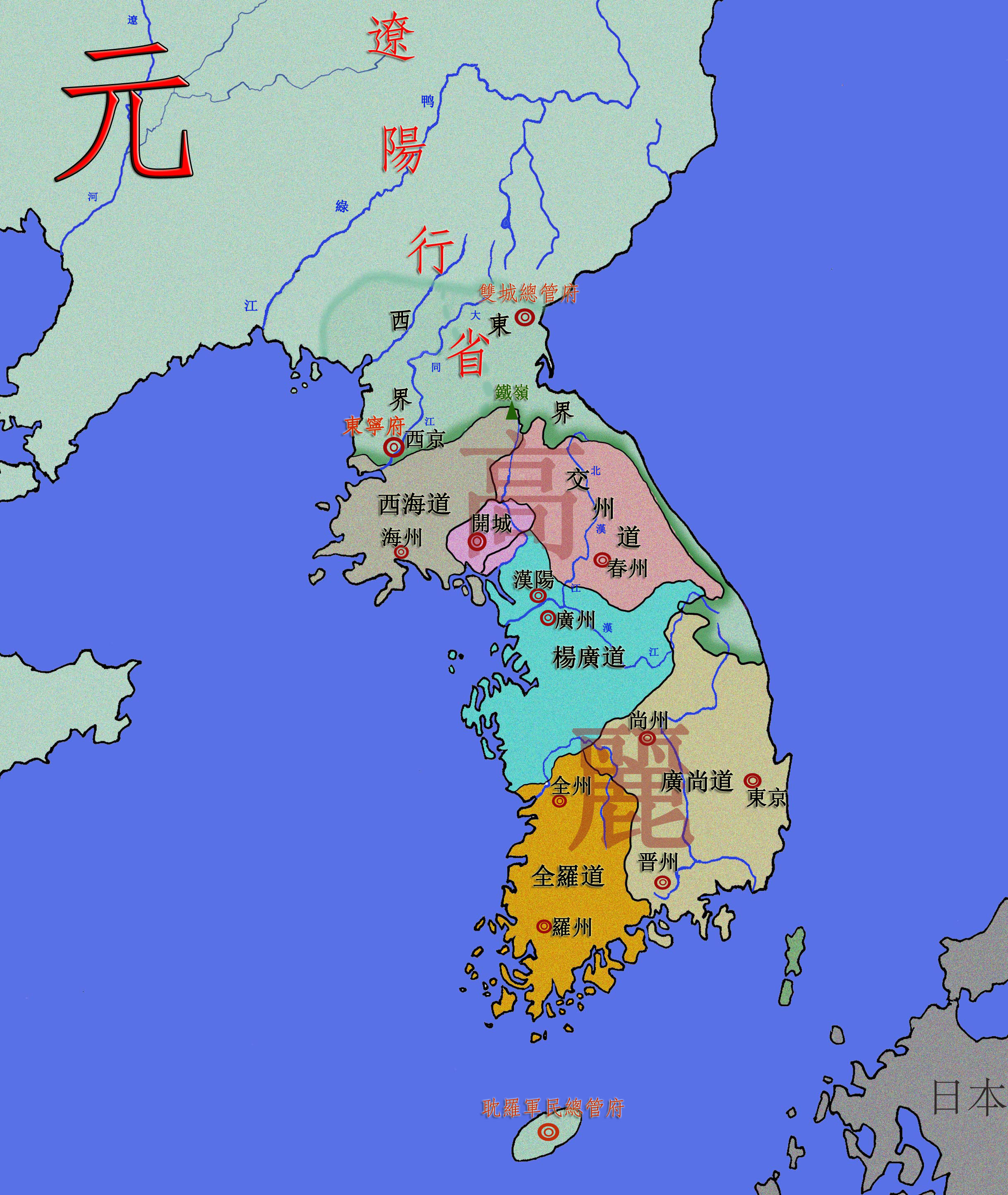
高麗行政區劃

海陽道是高麗设立的道，領光羅靜昇貝潭朗等十四州六十二縣 （ 今屬韩国全羅南道）。